# HAT-P-14b
HAT-P-14b는 F형 항성 HAT-P-14를 도는 외계 행성이다. 이 행성은 통과법을 이용하여 발견되었으며, 2010년 3월 10일 논문이 제출되었다.
14b는 지구로부터 허큘리스자리 방향으로 약 670광년 떨어진 곳에 있으며 모항성은 분광형 F에 겉보기 등급은 약 +10등급 정도이다.